# حورية حسن
حورية حسن (9 أغسطس 1932 - 8 يونيو 1994)، مغنية وممثلة مصرية. شاركت في أوبريت الليلة الكبيرة لمسرح العرائس.

## عن حياتها
كانت في طفولتها معروفة في محافظة طنطا، ولكن طموحها دفعها إلى القاهرة عام 1948 وكان عمرها وقتئذ لم يتجاوز السادسة عشرة، وكانت أمنيتها الوحيدة أن تغني في الإذاعة.

## بداية الشهرة
اشتهرت بغناء الأوبريتات حتى وصفت بـمطربة الأوبريت الأولى، ومن أهم الأوبريتات التي غنتها:
معروف الإسكافي وهو أول أوبريت تغنيه في الإذاعة، ثم أوبريت البيرق النبوي، شهرزاد، يوم القيامة، البروكة ، وكان آخر أوبريت شاركت فيه بالغناء هو حمدان وبهانه عام 1964 ، كما شاركت في أداء نشيد بسم الله من أشعار هارون هاشم رشيد وألحان كنعان وصفي وهو من أناشيد الثورة الفلسطينية.

## السينما
قدّمت للسينما ستة أفلام كان أولها الصبر جميل ثم فيلم أحبك يا حسن، وقد غنت فيه أغنيتين من أنجح أغانيها وهما «يابو الطاقية الشبيكة» و«من حبي فيك يا جاري» كانت في فيلم عنتر ولبلب، وفيلم بابا عريس، وفيلم عنتر ولبلب، وفيلم في صحتك، وأخيرا فيلم العلمين. وفيلم لليلة الدخلة..حلوتك ي ضورء، عقبال عندكو ي حبياب.

## لقبها
أطلق عليها لقب «المطربة الطائرة» لأنها كانت دائمة السفر إلى الدول العربية الشقيقة لإحياء الحفلات. غنت أكثر من 400 أغنية.

## أهم أعمالها
- العلمين - 1965 - فيلم
- حياة امرأة - 1959 - فيلم
- أحبك يا حسن - 1958 - فيلم
- بنت البادية - 1958 - فيلم ( مغنية )
- ثورة المدينة - 1955 - فيلم (غناء زفة العروسة)
- في صحتك - 1955 - فيلم
- الوحش - 1954 - فيلم ( غناء )
- شمشون ولبلب (عنتر ولبلب) - 1952 - فيلم
- إبن النيل - 1951 - فيلم ( مطربة الكازينو )
- الصبر جميل - 1951 - فيلم
- ضحيت غرامي - 1951 - فيلم ( غناء)
- بابا عريس - 1950 - فيلم ( مطربة الحفله )
- ليلة الدخلة - 1950 - فيلم ( غناء )

## روابط خارجية
- حورية حسن على موقع IMDb (الإنجليزية)
- حورية حسن على موقع الدهليز
- حورية حسن على موقع قاعدة بيانات الأفلام العربية